# Achyropsis alba
Achyropsis alba är en amarantväxtart som beskrevs av Christian Friedrich Frederik Ecklon, Carl Ludwig Philipp Zeyher och Horace Bénédict Alfred Moquin-Tandon. Achyropsis alba ingår i släktet Achyropsis och familjen amarantväxter. Inga underarter finns listade i Catalogue of Life.